# Conicophoria formosana
Conicophoria formosana là một loài bướm đêm trong họ Noctuidae.